# Edison's Conquest of Mars
Edison's Conquest of Mars is een sciencefictionroman geschreven door Garrett P. Serviss in 1898. Het is een van de vele sciencefictionromans gepubliceerd in de 19e eeuw.
Het verhaal is een vervolg op H. G. Wells' The War of the Worlds, maar is niet zo beroemd als zijn voorganger.
Het boek werd goedgekeurd door Thomas Edison, die de hoofdrol in het verhaal heeft. In het boek gaat hij samen met andere mensen naar Mars in door hem uitgevonden ruimteschepen. Doel is om de Martianen daar uit te schakelen zodat ze nooit meer een aanval op de Aarde kunnen openen. Er vinden onder andere gevechten plaats met Martiaanse schepen en Martiaanse grondtroepen.
Het boek was vermoedelijk een van de eerste Space Opera's, hoewel de term destijds nog niet bestond.
De aardse technologie in het verhaal bevat onder andere ruimtepakken (hier "air-tight suits" genaamd). Communicatie tussen twee astronauten gebeurde via een draad die tussen de pakken werd gespannen. Hoewel het verhaal in 1898 werd geproduceerd, ten tijde van de eerste experimenten met de radio, bevat het verhaal de radio niet als communicatiemiddel.
Edison's Conquest of Mars werd voor het eerst gepubliceerd als een serie in Journal American van 12 januari t/m 10 februari 1898. De boekvorm verscheen in 1947.